# Shelby Rabara
Shelby Ann Narito Rabara (Orange, California, 5 de octubre de 1983) es una actriz y bailarina filipino-estadounidense. Ha aparecido en películas, series televisivas, y anuncios como actriz y bailarina. Rabara es conocida por ser la voz de Peridot en la serie de Cartoon Network Steven Universe.

## Carrera
Rabara inició su carrera como bailarina y fue un miembro de las Laker Girls, las animadoras del equipo de baloncesto Los Angeles Lakers. En 2005 consiguió un papel en su primera audición, este fue para la sitcom Grounded for Life.

## Filmografía

### Películas
| Año  | Título                       | Función             | Notas        |
| ---- | ---------------------------- | ------------------- | ------------ |
| 2009 | Spring Breakdown             | Chica               |              |
| 2009 | 17 otra vez                  | Animadora (1989)    |              |
| 2009 | Dance Flick                  | Bailarina de ballet |              |
| 2009 | Fame                         | Bailarina           |              |
| 2009 | A Fuchsia Elephant           | Shelby              | Cortometraje |
| 2010 | The LXD: The Uprising Begins | Dark Nurse          |              |
| 2011 | The LXD: Rise of the Drifts  | Bella / Dark Nurse  |              |
| 2014 | Ballon                       | Marin               | Cortometraje |
| 2019 | Steven Universe: The Movie   | Peridot             |              |

### Televisivo
| Año           | Título                              | Función               | Notas                            |
| ------------- | ----------------------------------- | --------------------- | -------------------------------- |
| 2005          | Grounded for Life                   | Jessica               | Episodio: "Crazy"                |
| 2005          | The Bold and the Beautiful          | Cheerleader           | Episodio: "Episode #1.4482"      |
| 2007          | Cold Case                           | Bailarina Adolescente | Episodio: "Shuffle, Ball Change" |
| 2007          | Greek                               | Zeta Beta Chica       | Episodio: "The Rusty Nail"       |
| 2007          | Viva Laughlin                       | Bailarina de casino   | Episodio: "Pilot"                |
| 2008          | My Name Is Earl                     | Jenny                 | Episodio: "Quit Your Snitchin'"  |
| 2009          | House M. D.                         | Bailarina             | Episodio: "Under My Skin"        |
| 2009          | Community                           | Randi                 | Episodio: "Home Economics"       |
| 2009–10       | Glee                                | Shoshandra            | 2 episodios                      |
| 2010–11       | The Legion of Extraordinary Dancers | Bella / Dark Nurse    | 5 episodios                      |
| 2011          | CSI: Crime Scene Investigation      | Bailarina #7          | Episode: "All That Cremains"     |
| 2013          | Bunheads                            | Bailarina #2          | Episodio: "Next"                 |
| 2015          | Dr. Ken                             | Bailarina #1          | Episodio: "Pilot"                |
| 2015–presente | Steven Universe                     | Peridot (Voz)         | Principal; 28 episodios          |
| 2016          | 2 Broke Girls                       | Novia                 | Episodio: "And the Sax Problem"  |
| 2016          | Awkward                             | Mia                   | Recurrente                       |
| 2017          | Me and My Grandma                   | Heidi                 | Principal; 6 episodios           |